# Sistema de sinais luminosos bizantinos

Sistema de sinais luminosos bizantinos

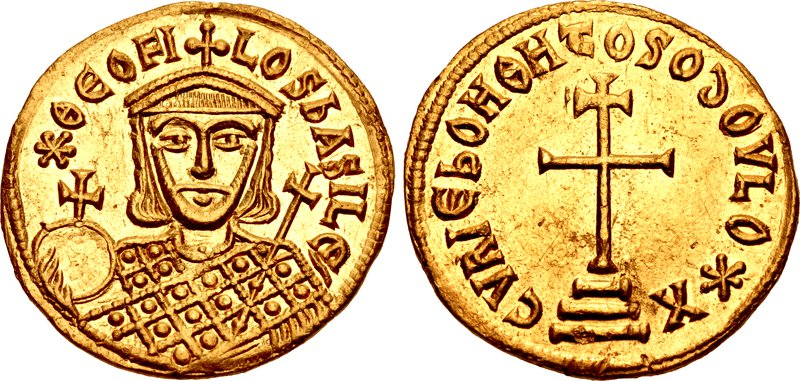
Soldo do imperador Teófilo r.

O Sistema de sinais luminosos bizantinos fora criado no século IX, no contexto das guerras bizantino-árabes, para transmitir mensagens da fronteira com o Califado Abássida através da Ásia Menor para a capital imperial, Constantinopla. Teria sido idealizado no reinado do imperador Teófilo (r. 829–842) por Leão, o Matemático e teria funcionado como meio de transmitir mensagens a respeito de eventos ocorridos ou em curso na zona de fronteira com os árabes. Segundo relatado pelas fontes, teria sido desmantelado pelo filho e sucessor de Teófilo, Miguel III, o Ébrio (r. 842–867), aparentemente por razões mesquinhas, embora tais alegações sejam questionadas pela historiografia. Sabe-se que sob Manuel I Comneno (r. 1143–1180) partes deste sistema, ou um totalmente novo, teria sido utilizado com finalidade similar.

## História
Segundo as fontes bizantinas (Constantino Porfirogênito, Teófanes Continuado e Simeão Magistro), a linha de sinais luminosos começou na fortaleza de Lulo, na saída norte das Portas da Cilícia, e continuou com o Monte Argeu (identificado principalmente Keçikalesı no monte Hasan, mas também com o monte Erciyes, próximo a Cesareia), monte Samos ou Isamos (não identificado, provavelmente ao norte do lago Tuz), a fortaleza de Égilo (não identificada, provavelmente ao sul de Dorileia), monte Mamas (não identificado; Constantino Porfirogênito em vez dele menciona o Olimpo da Mísia), o monte Cirizos (em algum lugar entre o lago Ascânia e o golfo de Quios, possivelmente o monte Katerlı segundo W. M. Ramsay), o monte Mócilo acima de Pilas na costa sul do golfo da Nicomédia (identificado por Ramsay com o monte Samanlı), o monte Auxêncio a sudeste da Calcedônia (moderno monte Kayış) e o farol do Grande Palácio de Constantinopla. Esta principal linha foi complementada por ramos secundários que transmitiam as mensagens para outros locais, bem como ao longo da própria fronteira.

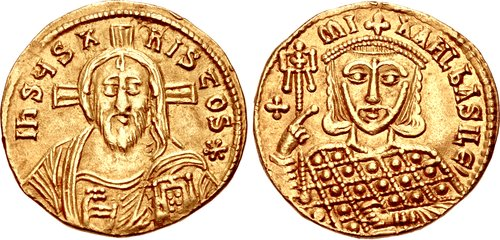
Soldo do imperador r.

A principal linha de sinais luminosos estendeu-se por cerca de 450 milhas (720 km). Nos espaços abertos da Ásia Menor central, as estações estavam situadas separadamente mais de 60 (97 km), enquanto na Bitínia, com seu terreno mais acidentado, os intervalos eram reduzidos para ca. 35 milhas (56 km). Com base em experimentos modernos, uma mensagem poderia ser transmitida pelo trajeto todo dentro de uma hora. O sistema foi relatadamente idealizado no reinado do imperador Teófilo (r. 829–842) por Leão, o Matemático, e funcionou através de dois relógios de água idênticos colocados nas duas estações terminais, Lulo e o farol. Mensagens diferentes eram enviadas a cada 12 horas, de modo que a iluminação de uma fogueira na primeira baliza em uma hora particular assinalava um evento específico e era transmitida através da linha para Constantinopla.
Segundo alguns cronistas bizantinos, o sistema foi desmantelado pelo filho e sucessor de Teófilo, Miguel III, o Ébrio (r. 842–867), pois a luz dos sinais luminosos acesos e as notícias de uma invasão árabe ameaçavam distrair a população e estragar seu desempenho como um dos cocheiros nas corridas no Hipódromo. Esse conto é geralmente desmentido pelos estudiosos modernos, como parte de uma campanha propagandística deliberada das fontes do século X ansiosas para denegrir a imagem de Miguel III em favor da reinante dinastia macedônica. Se, de fato, há algum elemento de verdade neste relato, pode refletir um cortar ou modificação do sistema, talvez devido ao recuo do perigo árabe durante o reinado de Miguel III. As porções sobreviventes do sistema ou um novo, mas similar, parecem ter sido reativados sob Manuel I Comneno (r. 1143–1180).